# Loisy-en-Brie
Loisy-en-Brie är en kommun i departementet Marne i regionen Grand Est (tidigare regionen Champagne-Ardenne) i nordöstra Frankrike. Kommunen ligger i kantonen Vertus som tillhör arrondissementet Châlons-en-Champagne. År 2022 hade Loisy-en-Brie 173 invånare.

## Befolkningsutveckling
Antalet invånare i kommunen Loisy-en-Brie
| Referens: INSEE |